# El Rancho de las Golondrinas

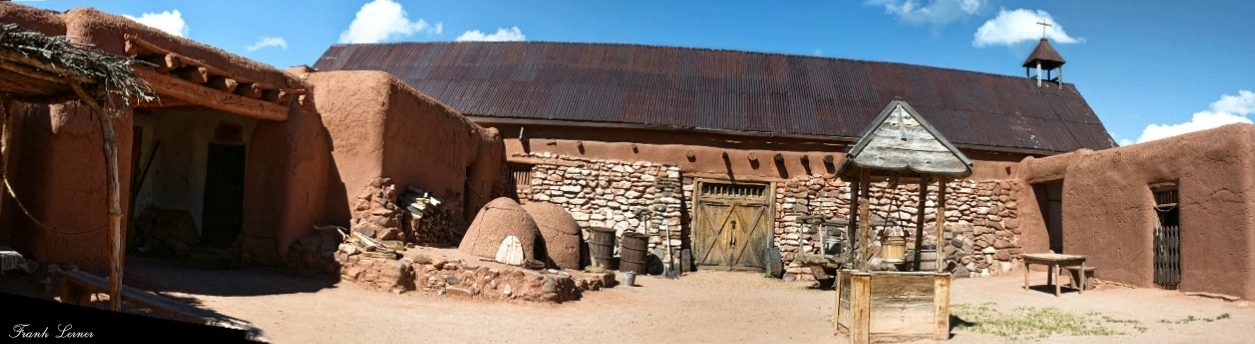
Die Kapelle der Rancho de las Golondrinas

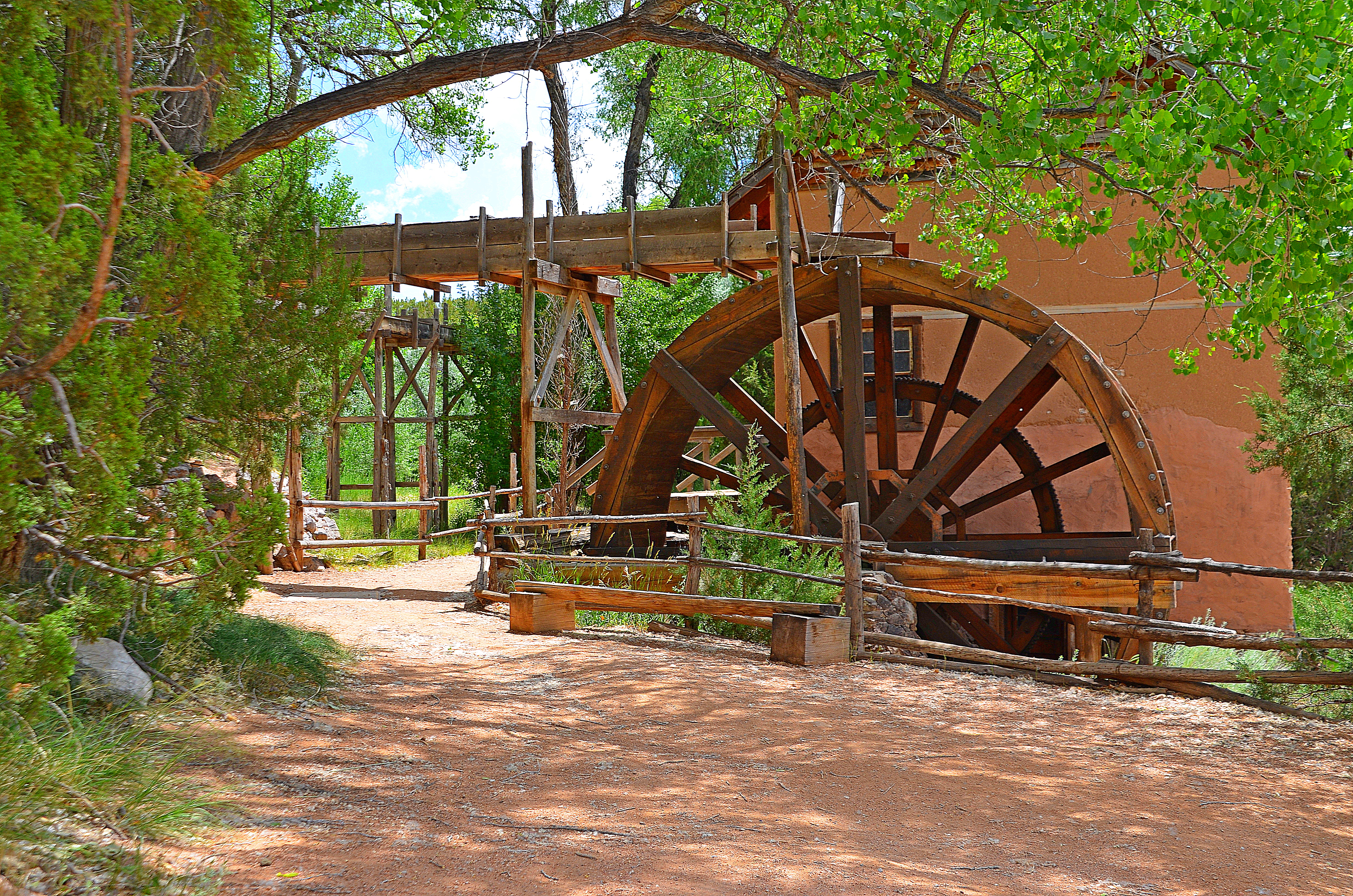
Teile des historischen Bewässerungssystems

El Rancho de las Golondrinas ist eine historische Raststation am Camino Real de Tierra Adentro, die heute als Freilichtmuseum dient. Das Museum  befindet sich in La Ciénega im  Santa Fe County im US-Bundesstaat New Mexico in den Vereinigten Staaten. Die aus dem Bergdorf Truchas in das Museum umgesetzte Wassermühle Molino Barela de Truchas ist im New Mexico State Register of Cultural Properties gelistet und denkmalgeschützt. Das historische Acequia-Bewässerungssystem der Anlage wurde im Jahr 1980 in das National Register of Historic Places eingetragen.

## Geschichte
Die Verfügbarkeit von Wasser war die wichtigste Voraussetzung der hispanischen Ansiedlungen im 17. und 18. Jahrhundert in New Mexico in einer trockenen Region mit geringen Niederschlägen, wo natürliche Wasservorräte wie Quellen, Teiche und Bäche genutzt und umgeleitet werden konnten. Das Acequia-System der  Rancho de las Golondrinas und des nahen Dorfes La Ciénega stellt laut Einschätzung der US-Denkmalschutzbehörde ein hervorragendes Beispiel für diese Bewässerungstechniken dar.
Der erste eingetragene Landbesitzer in La Ciénega war Miguel Vega y Coca aus Mexiko-Stadt, der 1693 im Zuge der Rekolonialisierung mit den Streitkräften von General Don Diego de Vargas nach New Mexico kam. Die später als Las Golondrinas bekannt gewordene Ranch war im Besitz seiner Tochter María Vega y Coca und deren Ehemann Diego Manuel Baca. Das Dorf wurde 1776 von dem Franziskanerbruder Francisco Atanacio Dominguez während einer Inspektionsreise der Franziskanermissionen in New Mexico besucht, von der sich eine schriftliche Beschreibung der Anlage erhalten hat, in der er von guten Ernten berichtet. Vier Jahre später kam der Gouverneur von New Mexico, Juan Bautista de Anza auf einer Erkundungsmission, auf der ein direkter Weg von Santa Fe nach Sonora gefunden werden sollte, mit seinem Gefolge von Soldaten für eine Übernachtung auf der Ranch an. Sein Bericht ist der erste bekannte Beleg der Benennung der Ranch als Las Golondrinas.
Um 1800 ging Las Golondrinas in den Besitz von Manuel Delgado über, Offizier in Santa Fe und später ein prominenter Kaufmann. Nach Delgados Tod im Jahr 1815 wurde in seinem Testament auch eine Getreidemühle erwähnt, angetrieben durch Wasser aus der Anlage der Acequia, die Mehl für die Bevölkerung lieferte. Nach Beschränkungen durch den Mexikanischen Unabhängigkeitskrieg war der Camino Real 1821 für Handelsreisen Richtung Mexiko wieder geöffnet und Las Golondrinas ein wichtiger Handelspunkt, aber die Route verlor schließlich an Bedeutung. 1932 wurde die Ranch von der Folkloristin Leonora aus New Mexico gekauft und wurde seitdem von ihrer Tochter Leonora Curtin Paloheimo und ihr umfassend restauriert, um das Leben in der spanischen Kolonialzeit als Museum präsentieren zu können. Viele der ursprünglichen Gebäude waren zwar noch vorhanden, waren aber im Lauf der Zeit umfassend umgebaut worden. Das Acequia-System war jedoch weitgehend noch so, wie es durch Bruder Domlnguez 1776 beschrieben wurde. Das heutige Freilichtmuseum um die restaurierte Anlage wurde schließlich im Jahr 1972 eröffnet. Zentraler Teil ist die Kapelle mit dem Founders Room (deutsch: Gründerzimmer) aus dem 18. Jahrhundert, die ursprünglich als Scheune gedient hatte. 1994 wurde durch 11 Künstler ein traditioneller Hochaltar im Stil der Missionsstationen für die Kapelle geschaffen.

## In populärer Kultur
Die Rancho de las Golondrinas diente wiederholt als Drehort für Film- und TV-Produktionen, darunter die TV-Serien Better Call Saul und Walker, Texas Ranger, die Miniserie Into the West – In den Westen von Steven Spielberg und neben vielen anderen die Spielfilme All die schönen Pferde mit  Matt Damon und Neues aus der Welt mit Tom Hanks.